# Iffley
Iffley – dzielnica Oksfordu, w Anglii, w hrabstwie Oxfordshire, w dystrykcie Oksford. Leży 4 km na południowy wschód od centrum Oksfordu i 80 km na zachód od Londynu. Iffley jest wspomniana w Domesday Book (1086) jako Givetelie.

## Zabytki
- kościół romański[3] z XII wieku;